# Pomacle
Pomacle ist eine französische Gemeinde mit 530 Einwohnern (Stand: 1. Januar 2022) im Département Marne in der Region Grand Est. Sie gehört zum Arrondissement Reims und ist Mitglied im Gemeindeverband Communauté urbaine du Grand Reims. Die Bewohner werden Pomacains und Pomacaines genannt.

## Geografie

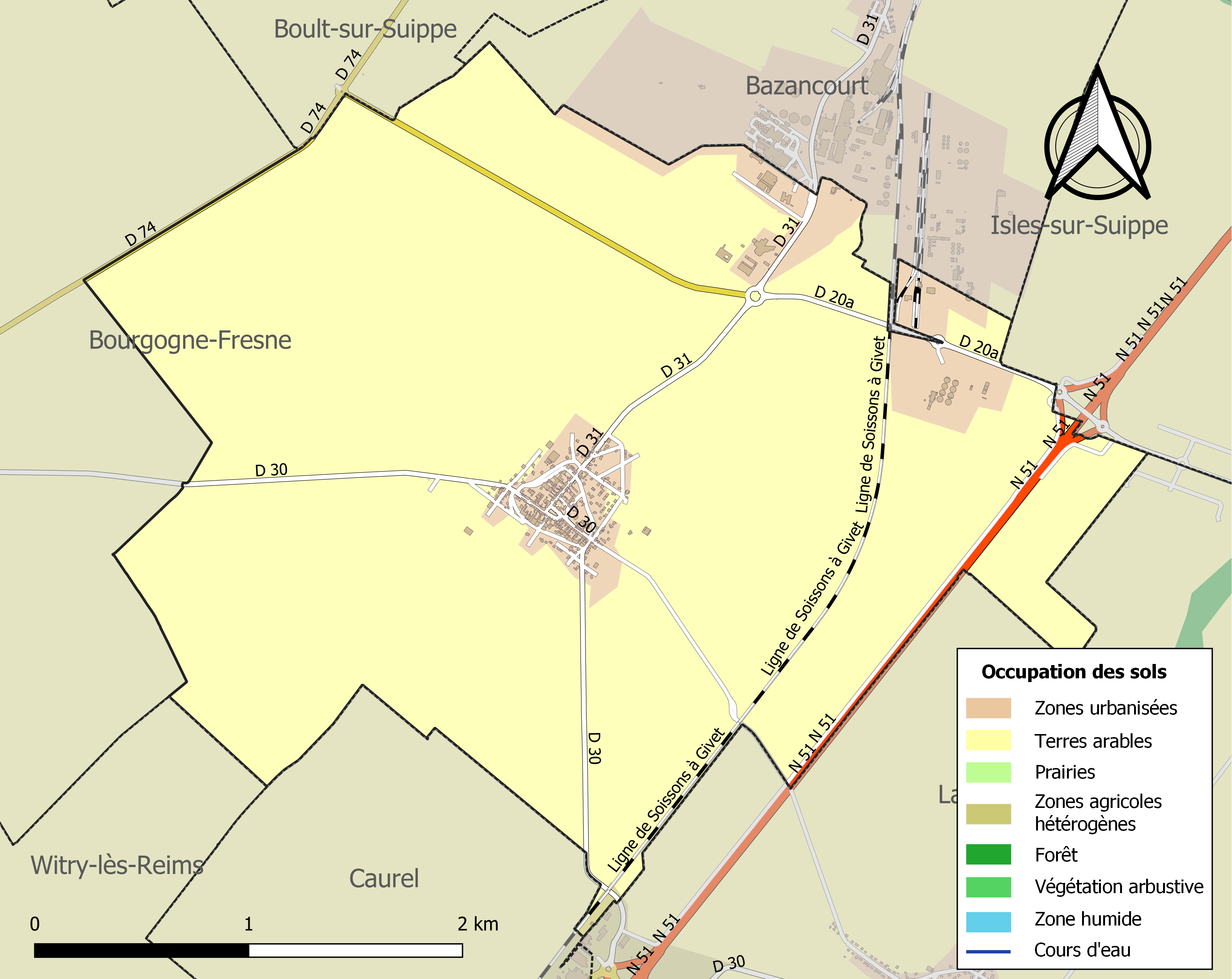
Bodennutzung und Infrastruktur der Gemeinde (2018)

Pomacle liegt etwa 12 Kilometer nordöstlich von Reims im Norden der historischen Provinz Champagne. Der zeitweise trockenfallende Bach Le Petit Ru entspringt auf dem nördlichen Gemeindegebiet und verlässt es in nordöstlicher Richtung. Das Zentrum liegt auf einer Höhe von etwa 85 m. Das Gelände bleibt relativ flach, steigt nach Nordwesten hin bis auf etwa 116 m Höhe an, nach Süden hin auf etwa 110 m Höhe an.
93 % der Fläche der Gemeinde werden landwirtschaftlich genutzt, etwa 4 % entfallen auf industrielles Gelände, insbesondere durch den Anteil an der Fläche der Bioraffinerie Bazancourt-Pomacle (Stand: 2018).
Umgeben wird Pomacle von den Nachbargemeinden Boult-sur-Suippe im Norden, Bazancourt im Nordosten, Isles-sur-Suippe im Nordosten und Osten, Lavannes im Osten und Südosten, Caurel im Süden, Witry-lès-Reims im Süden und Südwesten sowie Bourgogne-Fresne im Westen.

## Bevölkerungsentwicklung

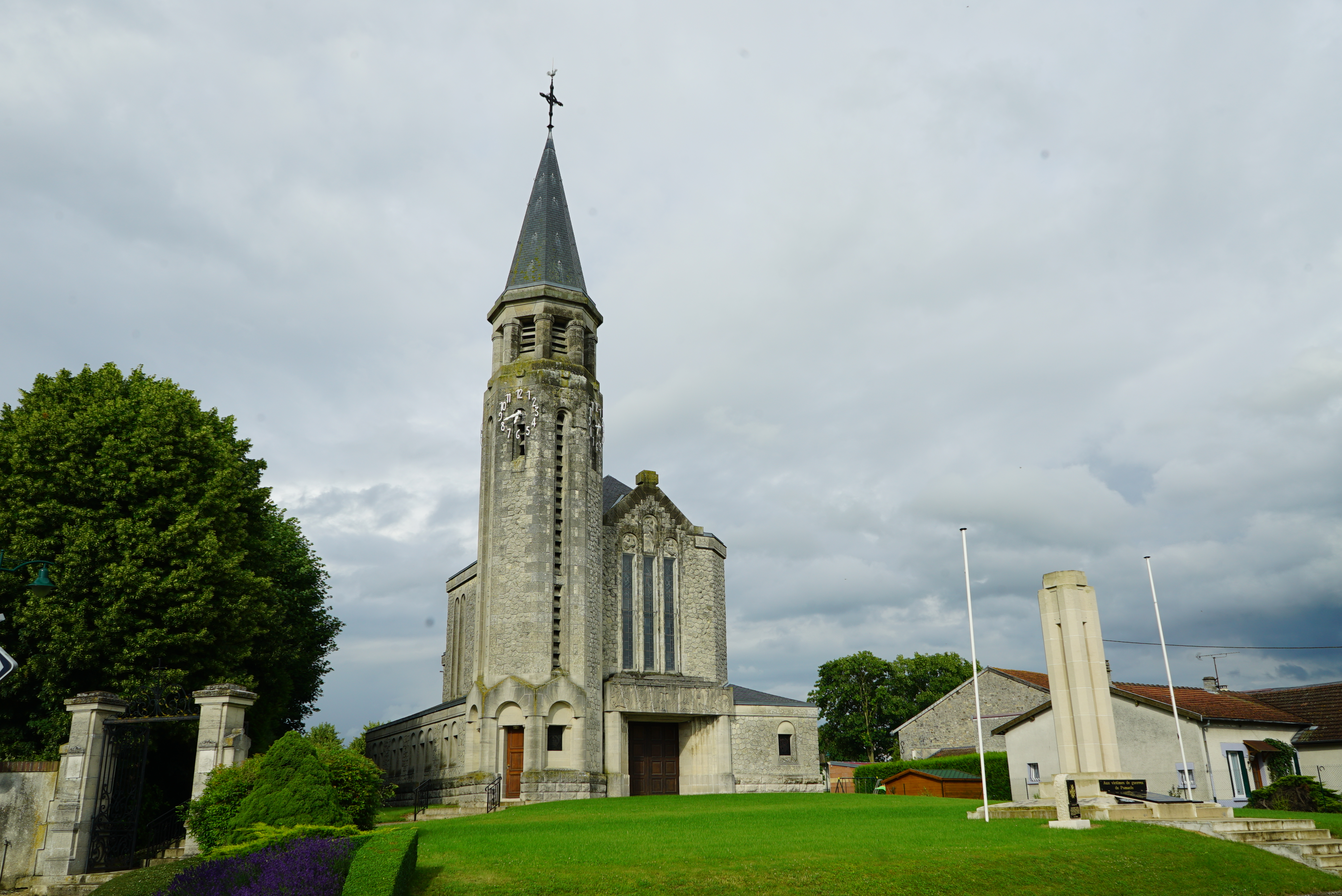
Kirche Saint-Médard

| Jahr                       | 1962 | 1968 | 1975 | 1982 | 1990 | 1999 | 2006 | 2013 | 2020 |
| Einwohner                  | 231  | 231  | 246  | 265  | 315  | 315  | 340  | 433  | 486  |
| Quellen: Cassini und INSEE |      |      |      |      |      |      |      |      |      |

## Sehenswürdigkeiten
- Kirche Saint-Médard, nach den Zerstörungen im Ersten Weltkrieg neu gebaut

## Verkehr
Die autobahnähnliche Route nationale 51 durchquert den Südosten der Gemeinde von Südwest nach Nordost mit der Anschlussstelle 23 an der Grenze zur Nachbargemeinde Isles-sur-Suippe. Die nachgeordnete Departementsstraße D 30 führt im Westen nach Bourgogne-Fresne und im Süden nach Caurel, die D 31 nach Bazancourt im Norden.
Eine Buslinie der Transportgesellschaft Champagne Mobilités verbindet die Gemeinde mit Reims.
Die Bahnstrecke Soissons–Givet durchquert das östliche Gemeindegebiet ohne Haltepunkt.